# Flötenzaunkönig
Der Flötenzaunkönig (Microcerculus ustulatus) ist eine Vogelart aus der Familie der Zaunkönige (Troglodytidae), die in Venezuela, Guyana und Brasilien verbreitet ist. Der Bestand wird von der IUCN als nicht gefährdet (Least Concern) eingeschätzt.

## Merkmale
Der Flötenzaunkönig erreicht eine Körperlänge von etwa 11,5 cm bei einem Gewicht von ca. 22,0 g. Er hat einen mittel schokoladenbraunen Oberkopf mit feinen Wellen. Die Oberseite ist ebenfalls mittel schokoladenbraun, mit etwas rötlicher Tönung an Hinterrücken und Bürzel. Die Handschwingen und die Armschwingen sind matt schwärzlich braun, der sehr kurze Schwanz schokoladenbraun. Das Kinn ist blass braun mit undeutlichen dunklen Federsäumen, die Brust eher rötlich mit auffälligen Säumen, die Oberschenkel und der Hinterbauch bis zum Steiß dunkel schokoladenbraun. Der Bauch und die Flanken sind brauner als die Brust und schwach gestreift. Die Augen sind braun, der Schnabel schwarz mit cremefarbener Basis am Unterschnabel und die Beine schwarz. Beide Geschlechter ähneln sich. Jungtiere unterscheiden sich von erwachsenen Vögeln durch undeutliche Streifen auf der Unterseite.

## Verhalten und Ernährung
Zur Ernährung des Flötenzaunkönigs gehören Gliederfüßer, ohne dass hier genauere Details bekannt sind. Er ist generell ein Einzelgänger. So pickt, sammelt und untersucht er den Waldboden oder gelegentlich etwas weiter über dem Boden.

## Lautäußerungen
Der Gesang des Flötenzaunkönigs klingt nach einem prächtigen Glissando, das nach einigen einleitenden Tönen, graduell und langsam in der Skala nach oben steigt. Die gesamte Sequenz dauert zehn bis zwanzig Sekunden. Die Liedvarianten ähneln sich, aber mit Tönen, die mehr abgeschnitten klingen und allmählich in der Tonhöhe abfallen.

## Fortpflanzung
Über die Brutbiologie des Flötenzaunkönigs ist bisher nichts bekannt.

## Verbreitung und Lebensraum

Verbreitungsgebiet des Flötenzaunkönigs (grün)

Der Flötenzaunkönig bevorzugt dichte, feuchte, subtropische Bergwälder, inklusive der flachen Gipfel einiger Tepuis. Hier bewegt er sich in Höhenlagen von 860 bis 2100 Metern.

## Migration
Es wird vermutet, dass der Flötenzaunkönig ein Standvogel ist.

## Unterarten
Es sind vier Unterarten bekannt:
- Microcerculus ustulatus duidae Chapman, 1929[3] kommt im westlichen Gebiet der Bundesstaaten Bolivar und Amazonas vor. Die Unterart wirkt bleicher als die Nominatform, mit helleren und weniger rötlicher Oberseite. Die Unterart zeigt weniger Umbratönung.[1]
- Microcerculus ustulatus lunatipectus Zimmer, JT & Phelps, WH, 1946[4] ist in Zentralbolivar verbreitet. Die Subspezies hat deutlichere Schuppen auf der Unterseite, als dies in anderen Unterarten der Fall ist. Diese Schuppen reichen nach oben bis an die Kehle.[1]
- Microcerculus ustulatus obscurus Zimmer, JT & Phelps, WH 1946[4] kommt im Osten Bolivars vor. Die Unterart wirkt auf der Oberseite dunkler und hat mehr rötliche Färbung als die Nominatform.[1]
- Microcerculus ustulatus ustulatus Salvin & Godman, 1883[5] ist im Südosten Venezuelas, dem Westen Guyanas und dem extremen Norden Brasiliens verbreitet.

## Etymologie und Forschungsgeschichte
Die Erstbeschreibung des Flötenzaunkönigs erfolgte 1883 durch Osbert Salvin und Frederick DuCane Godman unter dem wissenschaftlichen Namen Microcerculus ustulatus. Das Typusexemplar wurde von Henry Whitely am Roraima-Tepui in Guyana gesammelt. 1861 führte Philip Lutley Sclater die für die Wissenschaft neue Gattung Microcerculus ein. Dieser Name leitet sich von »mikros « für »klein« und »kerkos κερκος« für »Schwanz« ab. Der Artname »ustulatus« ist das lateinische Wort für »verbrannt«, von »urere« für »brennen«. »Duidae« bezieht sich auf den Erstfundort, den 2350 Meter hohen Berg Duida. Das lateinische »obscurus« bedeutet »dunkel, düster«. Schließlich ist »lunatipectus« ein Wortgebilde aus »lunatus, luna« für »Halbmond förmig, Mond« und »pectus, pectoris« für »Brust«.